# Roman Kramsztyk
Roman Kramsztyk (18 tháng 8 năm 1885 - 6 tháng 8 năm 1942) là một họa sĩ người Ba Lan gốc Do Thái, thuộc trường phái hiện thực. Ông từng tham gia cuộc thi nghệ thuật tại Thế vận hội Mùa hè năm 1928.

## Tiểu sử
Kramsztyk sinh ra ở Warsaw. Ông học vẽ tại Học viện Mỹ thuật Kraków dưới thời họa sĩ Józef Mehoffer, tại một trường nghệ thuật tư nhân của họa sĩ Adolf Eduard Herstein ở Warsaw, và tại Học viện Mỹ thuật ở Munich (từ năm 1904) trong lớp của họa sĩ Johann Caspar Herterich.
Trong những năm 1910-1914, Kramsztyk định cư ở Paris. Trong Thế chiến thứ nhất, ông quay trở về Warsaw và tiếp tục học vẽ với họa sĩ Adolf Eduard Herstein. Năm 1922, ông trở lại Paris, nhưng vẫn đến thăm Ba Lan hàng năm. Trong một chuyến thăm vào năm 1939, ông đã bất ngờ trước sự bùng nổ của Thế chiến thứ hai cũng như việc Đức Quốc Xã chiếm đóng Ba Lan. Nghệ sĩ buộc phải chuyển đến khu ổ chuột Ghetto ở Warsaw. Tại đây, ông bị một người lính Đức bắn chết vào năm 1942.
Kramsztyk vẽ nhiều thể loại, từ tranh chân dung, tranh tĩnh vật đến tranh khỏa thân. Trong thời gian ông lưu trú tại khu ổ chuột Ghetto, ông đã vẽ những bức tranh thể hiện cuộc sống của những người Do Thái đang bị áp bức và giam cầm. Một số tác phẩm còn sót lại sau Thế chiến thứ hai được xem như là tài liệu về thảm họa Holocaust.

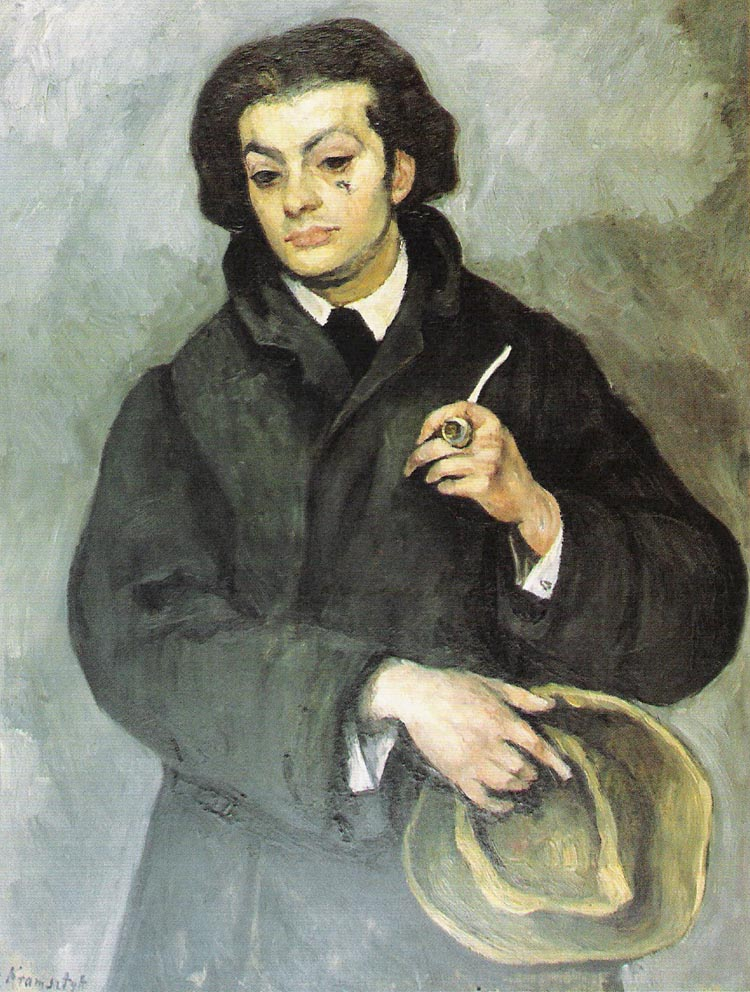
Chân dung Moïse Kisling, 1913
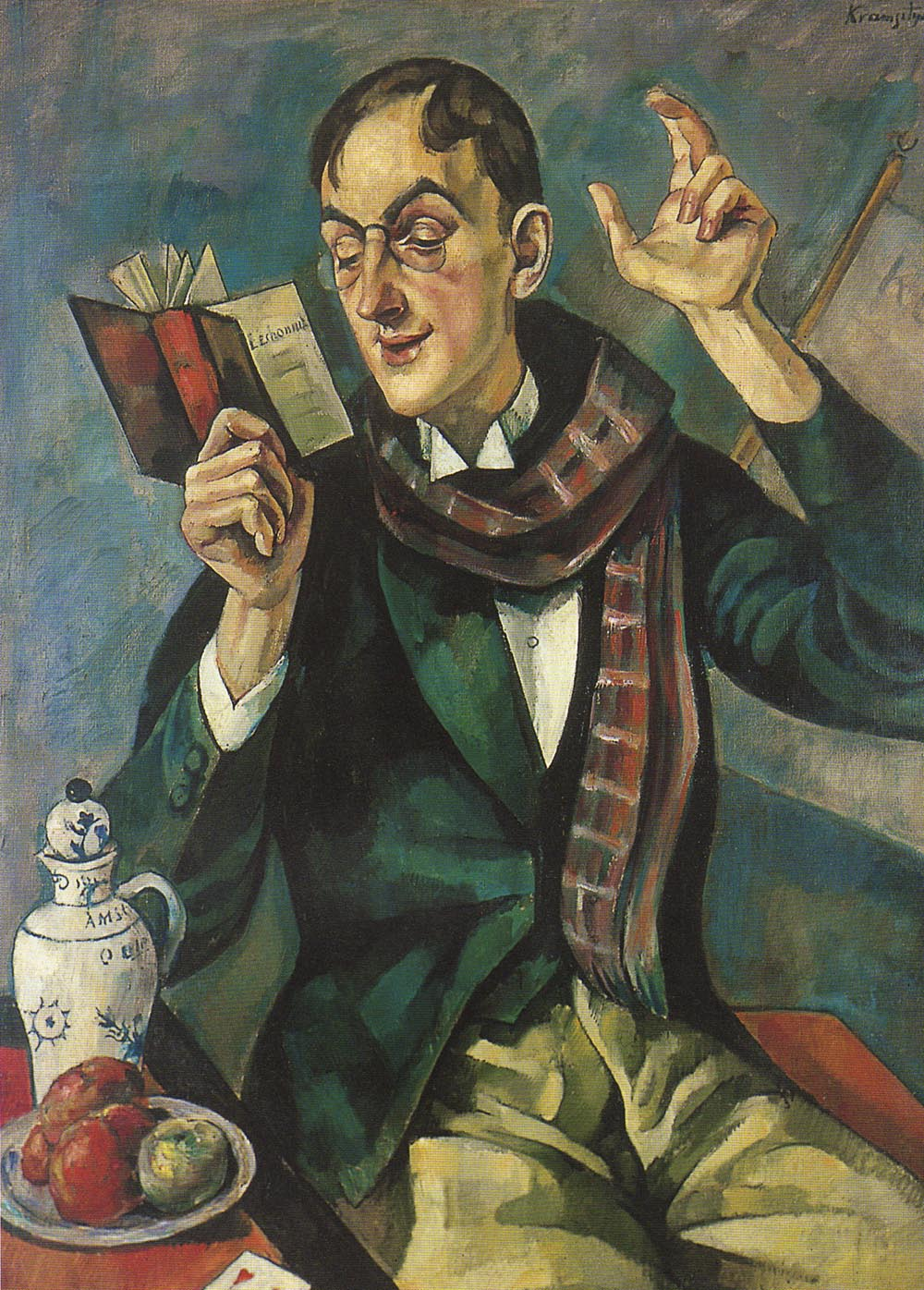
Chân dung Jan Lechoń, 1919
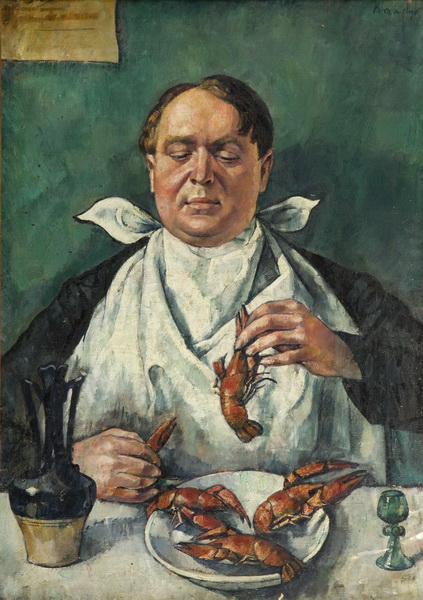
Chân dung Karol Szuster, 1927
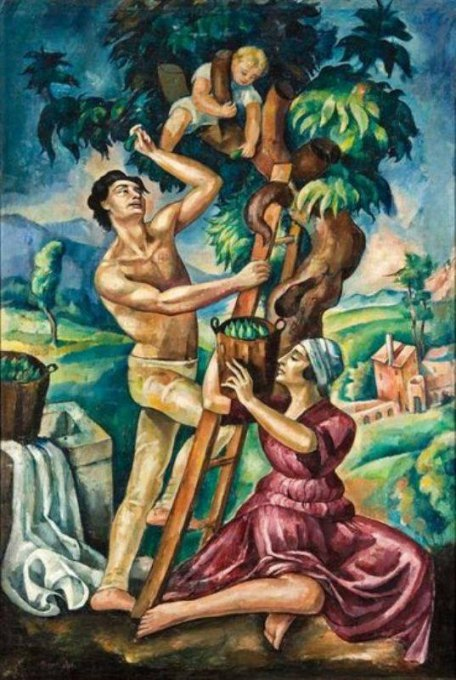
Thu hoạch cây sung, 1921
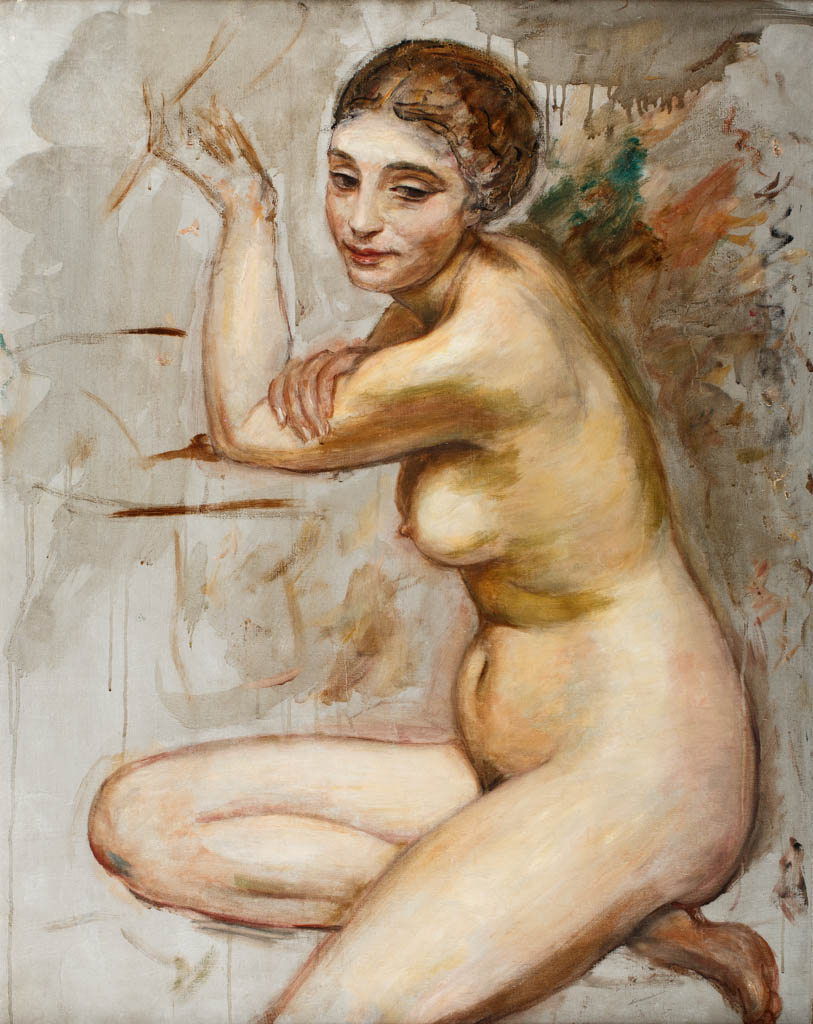
Nữ khỏa thân